# قطعنامه ۱۸۱۴ شورای امنیت
قطعنامه ۱۸۱۴ شورای امنیت سازمان ملل متحد که در تاریخ ۱۵ مه ۲۰۰۸ تصویب شد، سندی بین‌المللی دربارهٔ بررسی وضعیت در سومالی است. این قطعنامه طی نشست ۵۸۹۳ام با ۱۵ رای موافق، ۰ مخالف و ۰ ممتنع تصویب شد.